# Пупковізна
Пупковізна (пол. Pupkowizna) — село в Польщі, у гміні Лисе Остроленцького повіту Мазовецького воєводства.
Населення — 394 особи (2011).
У 1975-1998 роках село належало до Остроленцького воєводства.

## Демографія
Демографічна структура станом на 31 березня 2011 року:
|          | Загалом | Допрацездатний вік | Працездатний вік | Постпрацездатний вік |
| -------- | ------- | ------------------ | ---------------- | -------------------- |
| Чоловіки | 214     | 49                 | 145              | 20                   |
| Жінки    | 180     | 39                 | 104              | 37                   |
| Разом    | 394     | 88                 | 249              | 57                   |